# Montagnieu (Isèra)
Montagnieu és un municipi francès situat al departament de la Isèra i a la regió d'Alvèrnia-Roine-Alps. L'any 2007 tenia 819 habitants.

## Demografia

### Població
El 2007 la població de fet de Montagnieu era de 819 persones. Hi havia 292 famílies de les quals 52 eren unipersonals (20 homes vivint sols i 32 dones vivint soles), 76 parelles sense fills, 132 parelles amb fills i 32 famílies monoparentals amb fills.
La població ha evolucionat segons el següent gràfic:
Habitants censats

### Habitatges
El 2007 hi havia 344 habitatges, 295 eren l'habitatge principal de la família, 27 eren segones residències i 22 estaven desocupats. 322 eren cases i 20 eren apartaments. Dels 295 habitatges principals, 257 estaven ocupats pels seus propietaris, 32 estaven llogats i ocupats pels llogaters i 6 estaven cedits a títol gratuït; 1 tenia una cambra, 6 en tenien dues, 16 en tenien tres, 83 en tenien quatre i 189 en tenien cinc o més. 243 habitatges disposaven pel capbaix d'una plaça de pàrquing. A 107 habitatges hi havia un automòbil i a 176 n'hi havia dos o més.

### Piràmide de població
La piràmide de població per edats i sexe el 2009 era:
| Homes | Edats   | Dones |
| ----- | ------- | ----- |
| 0     | 95 o +  | 4     |
| 0     | 90 a 94 | 0     |
| 4     | 85 a 89 | 12    |
| 0     | 80 a 84 | 4     |
| 12    | 75 a 79 | 20    |
| 8     | 70 a 74 | 8     |
| 8     | 65 a 69 | 16    |
| 4     | 60 a 64 | 12    |
| 12    | 55 a 59 | 8     |
| 36    | 50 a 54 | 24    |
| 32    | 45 a 49 | 36    |
| 36    | 40 a 44 | 16    |
| 20    | 35 a 39 | 28    |
| 28    | 30 a 34 | 24    |
| 32    | 25 a 29 | 24    |
| 4     | 20 a 24 | 12    |
| 28    | 15 a 19 | 28    |
| 28    | 10 a 14 | 20    |
| 16    | 5 a 9   | 32    |
| 16    | 0 a 4   | 24    |

## Economia
El 2007 la població en edat de treballar era de 535 persones, 421 eren actives i 114 eren inactives. De les 421 persones actives 398 estaven ocupades (209 homes i 189 dones) i 23 estaven aturades (4 homes i 19 dones). De les 114 persones inactives 53 estaven jubilades, 35 estaven estudiant i 26 estaven classificades com a «altres inactius».

### Ingressos
El 2009 a Montagnieu hi havia 323 unitats fiscals que integraven 930,5 persones, la mediana anual d'ingressos fiscals per persona era de 19.503 €.

### Activitats econòmiques
Dels 24 establiments que hi havia el 2007, 1 era d'una empresa alimentària, 1 d'una empresa de fabricació de material elèctric, 3 d'empreses de fabricació d'altres productes industrials, 6 d'empreses de construcció, 4 d'empreses de comerç i reparació d'automòbils, 3 d'empreses d'hostatgeria i restauració, 2 d'empreses financeres, 2 d'empreses de serveis i 2 d'empreses classificades com a «altres activitats de serveis».
Dels 7 establiments de servei als particulars que hi havia el 2009, 1 era una fusteria, 1 lampisteria, 2 electricistes i 3 restaurants.
Dels 3 establiments comercials que hi havia el 2009, 1 era una botiga de menys de 120 m², 1 una fleca i 1 una botiga de roba.
L'any 2000 a Montagnieu hi havia 24 explotacions agrícoles que ocupaven un total de 630 hectàrees.

## Equipaments sanitaris i escolars
El 2009 hi havia una escola elemental.

## Poblacions més properes
El següent diagrama mostra les poblacions més properes.